# Cantonul L'Île-Rousse
Cantonul L'Île-Rousse este un canton din arondismentul Calvi, departamentul Haute-Corse, regiunea Corsica, Franța.

## Comune
| Comune                    | Populație (1999) | Cod poștal | Cod INSEE |
| ------------------------- | ---------------- | ---------- | --------- |
| Corbara                   | 706              | 20256      | 2B093     |
| L'Île-Rousse              | 2 774            | 20220      | 2B134     |
| Monticello                | 1 253            | 20220      | 2B168     |
| Pigna                     | 95               | 20220      | 2B231     |
| Sant'Antonino             | 77               | 20220      | 2B296     |
| Santa-Reparata-di-Balagna | 838              | 20220      | 2B316     |